# Dues setmanes en una altra ciutat
 Dues setmanes en una altra ciutat  (en anglès: Two Weeks in Another Town) és una pel·lícula estatunidenca dirigida per Vincente Minnelli el 1962, per a la Metro-Goldwyn-Mayer i doblada al català.
Segons els registres de la Metro-Goldwyn-Mayer, la pel·lícula va obtenir 1 milió de dòlars als Estats Units i el Canadà i 1,5 milions de dòlars a la resta del món, la qual cosa va suposar una pèrdua global de 2.969.000 dòlars.

## Argument
L'actor Jack Andrus, un actor acabat, vola cap a Roma reclamat pel seu antic director i amic Maurice Kruger, després d'haver passat tres anys en una "casa de repòs", un luxós establiment psiquiàtric. El director Kruger, amic seu, que està filmant una pel·lícula a Cinecittà, li ha ofert cinc mil dòlars i un paper de quinze dies al qual Andrus s'agafa com a única taula de salvació i com a pont cap al seu antic passat de rutilant estrella de Hollywood. A Roma es troba de nou amb Carlotta, la seva exdona i també la causa per la qual va caure en l'abisme.

## Repartiment
- Kirk Douglas: Jack Andrus
- Edward G. Robinson: Maurice Kruger
- Cyd Charisse: Carlotta
- George Hamilton: Davie Drew
- Daliah Lavi: Veronica
- Claire Trevor: Clara Kruger
- James Gregory: Brad Byrd
- Rosanna Schiaffino: Barzelli
- Joanna Ross: Janet Bark
- George Macready: Lew Jordan
- Mino Doro: Tucino
- Stefan Schnabel: Zeno
- Vito Scotti: L'ajudant del director
- Tom Palmer: El doctor Cold Eyes
- Erich von Stroheim Jr.: Ravinski
- Leslie Uggams: La cantant

## Comentari
Aquesta pel·lícula expressa, en part, la nostàlgia d'una època passada, i en una escena, Andrus i Kruger miren The Bad and the Beautiful del mateix Minnelli, rodada amb Kirk Douglas deu anys abans.